# Nadschahiden
Die Nadschahiden (auch: Najahiden; arabisch بنو نجاح, DMG Banū Naǧāḥ) war eine schwarzafrikanische Sklaven-Dynastie äthiopischer Mameluken in der Tihama im westlichen Jemen (1021–1156).
Die Dynastie wurde Anfang 1021 von Nadschah (Nadschāḥ), einem mamelukischen Wazir der Ziyādiden, in Zabid gegründet, der sich gegen seinen Konkurrenten und Bruder Nafīs durchsetzen konnte. Eine Bestätigungsurkunde soll vom abbasidischen Kalifen in Baghdad hierüber ausgestellt worden sein. Er beherrschte bald die Tihama am Roten Meer und konnte seine Kontrolle zeitweise auch auf Sanaa im Hochland ausdehnen. Hier stieß er aber mit den aufstrebenden Sulaihiden unter Ali as-Sulaihi zusammen. Es kam zu heftigen Kämpfen, die erst mit der Vergiftung Nadschahs (1060) in al-Kadrā und der Vertreibung der Nadschahiden aus Zabid endeten.
Allerdings ermordeten Nachkommen Nadschahs 1067 Ali as-Sulaihi. Sie konnten die Dynastie der Nadschahiden in Zabid später neu begründen. Sie behaupteten sich in der Folgezeit bis 1156 auch erfolgreich gegen die Angriffe der Sulaihiden. Der letzte Herrscher der Nadschahiden wurde von Mahdiden ermordet. Damit verschwand diese Sklaven-Dynastie aus der Geschichte.